# 非・バランス
『非・バランス』は、1996年に第36回講談社児童文学新人賞を受賞した魚住直子の小説、およびそれを基にした2001年の日本映画である。

## ストーリー
「一つ、友達は作らない。一つ、クールに生きていく。」をモットーとする中学2年生の少女・チアキ。全ては、小学校の時にかつての親友・ユカリから虐められたからだった。
夏休みを目前に控えたある日、チアキは願いを叶えてくれると噂されている緑のおばさんと勘違いして声をかけたオカマの菊ちゃんと知り合ったことから、彼と仲良くなり、チアキの閉鎖的な心を少しずつ解きほぐしていく。
しかしそんな矢先、何故か菊ちゃんは元気をなくしてしまい、チアキはそんな菊ちゃんを励まそうと奮闘する。

## キャスト
- チアキ：派谷恵美
- 菊ちゃん：小日向文世
- ミズエ：はたのゆう
- ユカリ：中村桃花
- ヒース：柏原収史
- ユリちゃん：とまと
- 担任教師：土屋久美子
- ビデオ屋店員：水上竜士
- ミズエの母：梅沢昌代
- マサヨシ：羽場裕一
- マサヨシの妻：速水典子
- チアキの母：原田美枝子
- ヤクザ：森羅万象、山地健仁
- ローン会社の男：中田顕史郎
- 小学校先生：鈴木貢也
- スナハラ：奥田綾乃
- ミナモト：伊藤夕紀
- 中学校先生：金野倫明
- 監視員：白鳥英一
- アパートの住人：田原英也、庄子匠、小倉かずの
- マサヨシの子供：森葉月
- 海辺の親子：木下彰子、木下佳苗、木下実咲
- 中学校の生徒：川田愛美、大沼佑加子、半沢明日香、伊沢淑
- ユカリの友人：須田千絵美、加川千純

## 製作
企画はサンダンス・カンパニーの古澤利夫（藤崎貞利）（詳細は『それから』を参照）。平山秀幸の助監督をやっていた冨樫森が監督に抜擢された。メディアボックスと日本ビクターが製作費を折半し、興行は東京テアトルが持つミニシアターで上映された。製作費が少なく、撮影は35mmフィルムではなく、スーパー16で撮影されている。

## 撮影
宮城県仙台市ほか。
仙台七夕や仙台の商店街などで撮影した場所が多々ある。